# Calyptopogon
Calyptopogon là một chi rêu trong họ Pottiaceae.